# Sebo

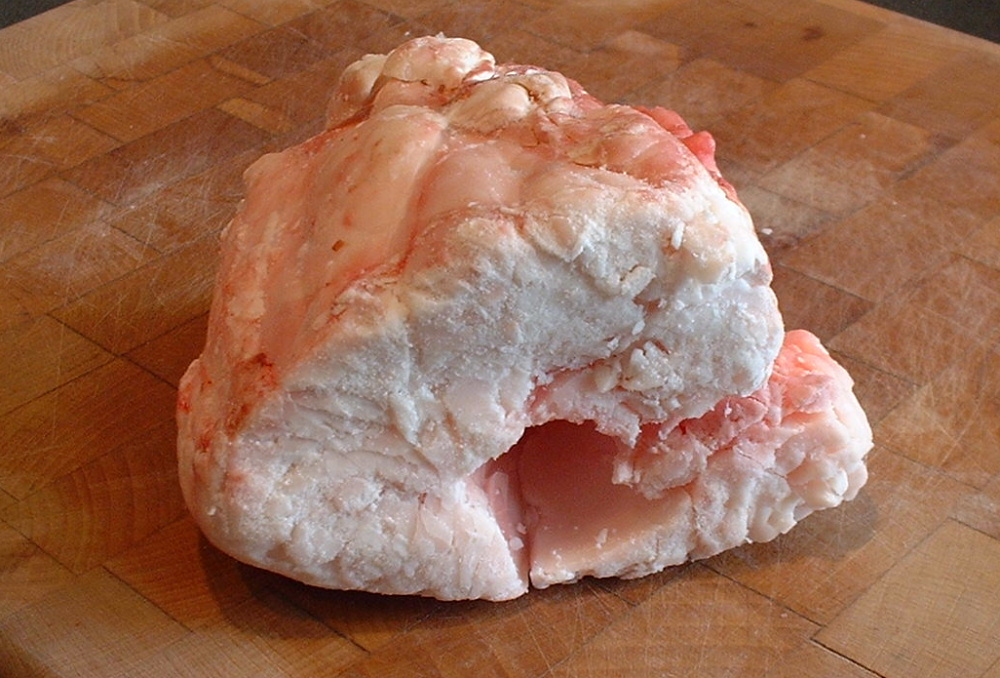
Sebo de becerro.

El sebo es la grasa cruda de buey, ternera, oveja o cordero, especialmente la dura que se encuentran alrededor del lomo y los riñones. Tiene un punto de fusión de entre 39 y 40 °C. Su alto punto de fusión significa que es sólido a temperatura ambiente pero funde fácilmente a temperaturas altas, como al vapor.
También se conoce con el mismo nombre a la versión procesada de esta grasa, que se emplea como materia prima industrial y que, a diferencia de la versión cruda, no requiere refrigeración para su conservación, siempre que se almacene en envases sellados que prevengan la oxidación. En la industria también se considera sebo cualquier grasa que cumpla ciertos parámetros técnicos, incluyendo el punto de fusión, siendo común obtenerlo de otros animales (como el cerdo) o incluso de fuentes vegetales.

## Usos culinarios
El sebo resulta esencial en la elaboración de budines al vapor tradicionales británicos, como el Christmas pudding, y de la masa para el bistec y riñón pudding, que da una corteza suave, en contraste con la crujiente pasta brisa. También es un ingrediente del relleno de carne tradicional.
Antes de cambiar al aceite vegetal puro en 1990, la cadena de comida rápida McDonald's cocinaba sus patatas fritas con una mezcla del 93% de sebo de ternera y un 7% de aceite de semilla de algodón.
Debido a su alto contenido calórico, el sebo es empleado por los exploradores de climas fríos para complementar la alta exigencia energética diaria de estos viajes (típicamente 5000–6000 kcal). También se añade a las raciones para incrementar su contenido graso y ayudar a lograr este aporte calórico diario.

### Recetas
Algunas recetas que incluyen el sebo entre sus ingredientes son:
- Chili con carne
- Christmas pudding
- Dumplings
- Haggis
- Patty jamaicano
- Kishka
- Mincemeat
- Pan de chicharrones
- Rag pudding
- Spotted dick
- Steak and kidney pudding
- Torta frita
- Windsor pudding

Tortas fritas

## Usos industriales

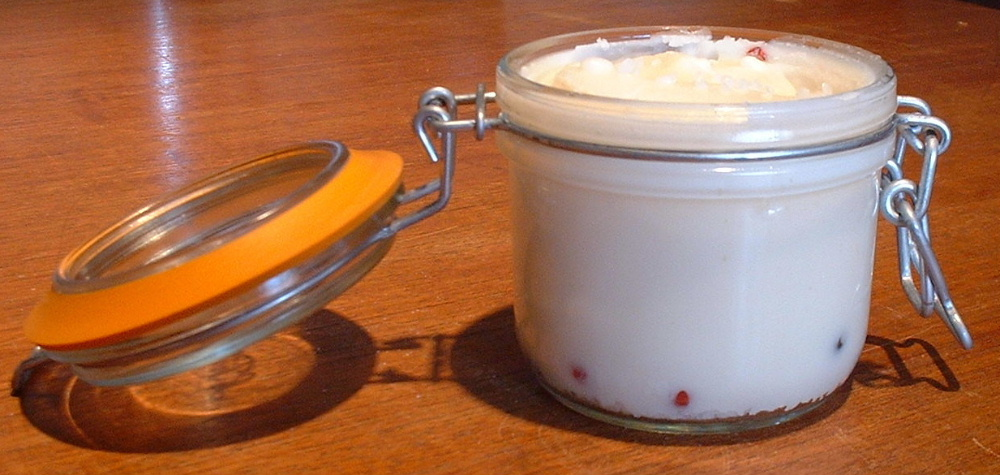
Sebo de becerro procesado.

Para su uso industrial, el sebo crudo se procesa primero derritiéndolo y cociéndolo a fuego lento, tras lo cual se filtra y enfría, siendo habitual la repetición de todo el ciclo.
El sebo procesado se emplea como alimento para animales y pájaros y para fabricar jabón. Puede usarse como materia prima para producir biodiésel y otros oleoquímicos (por ejemplo, una compañía de Connecticut llamada Green Earth Technologies fabrica un aceite de motor biodegradable). Históricamente se ha usado para fabricar velas, resultando una alternativa más barata que la cera.
El sebo también puede usarse como fundente para soldaduras y es el ingrediente principal de algunos acondicionadores de cuero.

### Lubricantes
El sebo es empleado en la industrial de laminados metálicos para proporcionar la lubricación necesaria para el paso de la hoja de acero por los rodillos de compresión. Hay una tendencia hacia sustituir el sebo por aceites sintéticos debida a razones de limpieza.
El uso del sebo o manteca para lubricar cartuchos de fusil fue la chispa que detonó la Rebelión de la India de 1857. Para cargar el nuevo fusil Enfield Modelo 1853, los cipayos tenían que rasgar el cartucho de papel con los dientes. Se creía que los cartuchos de papel que se usaban con este fusil de avancarga se engrasaban con manteca de cerdo (considerada impura por los musulmanes) o sebo de vaca (considerada sagrada por los hindúes).
El sebo, además de la cera de abejas, se usó también para fabricar lubricantes para la munición de la Guerra de Secesión usada en el fusil Springfield Modelo 1861.

### Jabones
El sebo solía usarse en jabones para afeitar de lujo, especialmente en los de firmas británicas de élite como Geo.F. Trumper, Truefitt & Hill y Taylor of Old Bond Street. Aunque estas marcas emplean ahora una base de glicerina, siguen existiendo jabones hechos con sebo, incluyendo los de la marca estadounidense The Art of Shaving. Estos jabones son fácilmente identificables, ya que suelen incluir sodium tallowate (tallow es ‘sebo’ en inglés) como uno de sus primeros tres ingredientes. Las barras de crema para afeitar de Arko siguen usando potassium tallowate como ingrediente principal, y se consideran de muy buena calidad.

### Comida para pájaros

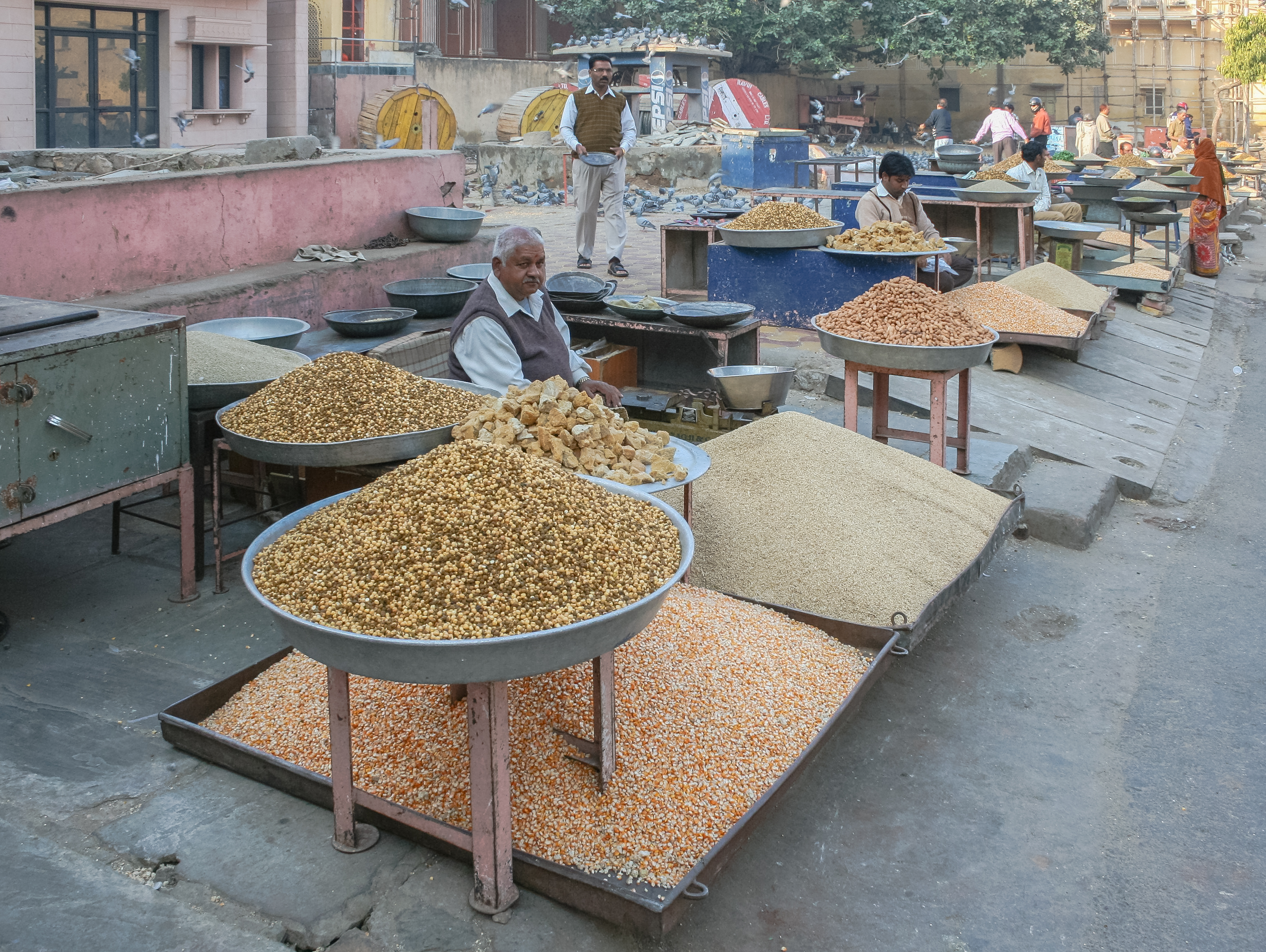
Puestos de comida para pájaros en Jaipur, la India.

Los pájaros carpinteros, jilgueros, juncos, cardenales, túrdidos, arrendajos, reyezuelos, azulillos, paros, sitas, chochines y estorninos son conocidos por preferir la comida hecha con sebo.
El sebo, como comida para pájaros, aparece en pasteles que pueden prepararse con otras grasas sólidas, como la manteca de cerdo, incorporando a menudo copos de avena, semilla, harina de maíz, pasas y frutos secos sin sal.